# 마르코 슈트렐러
마르코 슈트렐러(독일어: Marco Streller, 1981년 6월 18일 ~ )는 스위스의 전 축구 선수이다. 그는 과거 UEFA 유로 2004에서도 스위스 축구 국가대표팀 선수 명단에 오른 바 있으나, 부상으로 참가하지 못했다. 전 소속팀인 슈투트가르트에서도 백업 공격수로 전락하면서, 2007년 스위스 슈퍼리그의 바젤로 이적하여 2015년까지 뛰었다.

## 수상
바젤
- 스위스 슈퍼 리그 : 2003-04, 2007-08, 2009-10, 2010-11, 2011-12, 2012-13
- 스위스 컵 : 2007-08, 2009-10, 2011-12
- 우렌컵 : 2008, 2011, 2013
- 2012-13 스위스 컵 준우승

 슈투트가르트
- 2006-07 분데스리가 우승
- 2006-07 DFB-포칼 준우승